# Gare de Dunedin
La gare de Dunedin, en anglais Dunedin Railway Station, est une gare ferroviaire néo-zélandaise, située à proximité du centre de la ville de Dunedin, dans la région d'Otago sur l'Île du Sud. Son architecture remarquable et sa fonction de point de départ pour le Taieri Gorge Railway en font une attraction touristique à part entière.

## Patrimoine ferroviaire
Le bâtiment de la gare est protégé depuis le 1er septembre 1983.